# کن‌ژن
کن‌ژن (انگلیسی: Kenya Electricity Generating Company) شرکت برق کنیایی است، که در سال ۱۹۵۴ تأسیس شد.